# Tommy Madman Jones
Tommy „Madman“ Jones (auch Tommy „Mad Man“ Jones, eigentlich Thomas Douglas Jones, * 19. Oktober 1922 in Chicago; † 8. April 1993 in St. Louis) war ein US-amerikanischer Tenorsaxophonist, Sänger, Bandleader und Produzent des Rhythm & Blues und Jazz.

## Leben und Wirken
Jones spielte mit zwölf Jahren Saxophon und besuchte die DuSable High School, jedoch ohne in der Schulband zu spielen, nachdem er vorübergehend das Interesse an Musik verloren hatte. Erst mit 22 Jahren begann er unter dem Einfluss der Musik Charlie Parkers seine Musikerkarriere. Um 1945 trat er in Chicago mit seinem Trio Tommy Jones and His Flames of Joy auf.
Jones’ erste Plattenaufnahmen entstanden 1945 in Los Angeles mit der Sängerin Louise Tobin für das lokale Plattenlabel Sterling; 1946 wirkte er in Chicago bei Aufnahmen des Saxophonisten Dick Davis (in einer tenor battle mit diesem und Eddie Chamblee) mit. In den 1940er- und 1950er-Jahren war „Madman“ Jones mit eigener Band eine Attraktion in den Chicagoer Nachtclubs. Daneben spielte er einige Singles für lokale Label ein, 1951 mit Jimmy BB Robinson (Piano), Israel Crosby (Bass) und Jump Jackson (Schlagzeug) vier Titels des R&B-Sängers Jack Cooley. Im März 1952 nahm Tommy Jones mit dem Bluesmusiker Arbee Stidham für Checker Records auf; 1957 folgte noch eine weitere Session mit Arbee Stidham, bei der Jones Baritonsaxophon spiele (am Tenorsaxophon war Sugarman Penigar beteiligt). Um unter eigenem Namen aufzunehmen, gründete er das Plattenlabel Mad Records (später M&M Records), für das er in den folgenden Jahren in wechselnden Besetzungen (u. a. mit George Freeman, Fred Hopkins und Eldee Young) bis in die 80er-Jahre eine Reihe von Blues- und R&B-orientierte Singles einspielte, wie „Hi Fi Apartment“ und „Jess One Mo’ Time“, auch Exotica wie „Snake Charmer“.
Jones zog Mitte der 1980er Jahre in die Niederlande, wo er mehrfach mit dem Organisten Herbert Noord tourte und auch bei Jamsessions mit Sean Bergin und Tobias Delius auftrat. 1987 spielte er auf dem Lahnsteiner Bluesfestival. 1992 kehrte er nach Nordamerika zurück. Tom Lord listet von 1945 bis 1989 lediglich 18 Aufnahmesessions.

## Diskographische Hinweise
- Tommy Jones with the Apex All-Stars: Just Friends (Apex, 1959), mit Quinn Wilson, Al Duncan, Lefty Bates, Floyd Morris